# ژوائو پائولو اولیویرا
ژوائو پائولو اولیویرا (به پرتغالی: João Paulo de Oliveira) مهاجم اهل برزیل است که در شهر  ریودو ژانیرو و در تاریخ ۱۳ ژوئن ۱۹۸۵ به دنیا آمده‌است.
ژوائو پائولو اولیویرا در تیم‌های فوتبال Brasil de Pelotas سابقهٔ حضور دارد.